# Trollasten
Der Dolmen Trollasten (schwedisch Trollasten Dös) liegt bei Stora Köpinge in der Gemeinde Ystad im südöstlichen Schonen in Schweden. Der Polygonaldolmen besteht aus fünf großen und einem kleinen Tragstein, die die vieleckige, innen etwa 2,0 × 2,4 m messende Kammer bilden. Sie wird von dem nahezu runden, 1,4 m starken Deckstein von etwa drei Meter Durchmesser bedeckt, der etwa 40 Schälchen aufweist.

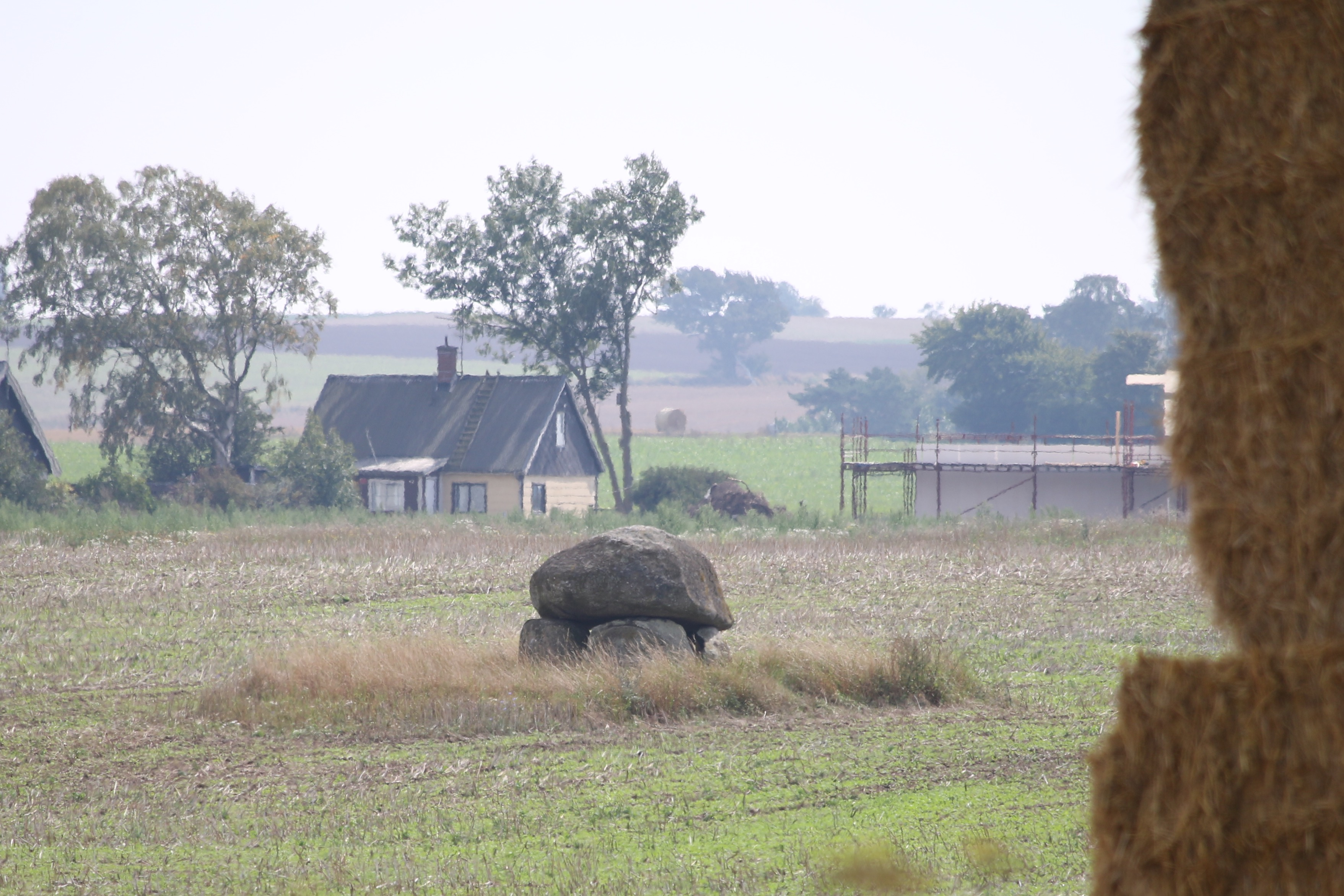
Trollasten in Stora Köpinge

Der Nord-Süd orientierte Trollasten (gespr. Trolla-sten – von Troll) ist zu verschiedenen Zeiten genutzt bzw. nachgenutzt worden. Auf der Bodenschicht aus Stein lag eine Sandschicht, die vermoderte Skelettteile eines Menschen enthielt, sowie einige Klingen, Feuersteinabschläge und etwa 30 rechteckige bzw. beil- und keulenförmige Bernsteinperlen eines Typs, der oft in Ganggräbern angetroffen wird. Obenauf lag eine etwa 50 cm starke, in späterer Zeit gestörte Sandschicht mit spätneolithischen Utensilien: einer blattförmigen Pfeilspitze und Tonscherben der Bootaxtkultur. Einige Perlen und Keramik stammen aus der Wikingerzeit (800–1050 n. Chr.).

## Die Steinpackung
An der Ostseite der Kammer wurde eine rechteckige Steinpackung angetroffen, die vermutlich zeitnah zum Dolmen entstanden ist. Eine derartige 2,0 × 1,2 m große Steinpackung fand Märta Strömberg, die zwischen 1965 und 1968 beide Anlagen ausgegraben hat, auch bei den Anlagen „Hagestad Nr. 2“ und „Ramshög“. Strömberg nennt sie „VIII: Rechteckige Steinanlagen bei Ramshög und Hagestad Nr. 2“ und fand Anzeichen für einen Pfostenbau (bzw. die Löcher von Pfosten) und mit Feuersteinfragmenten vermischte menschliche Überreste. In Verbindung mit der Steinpackung des Trollasten fanden sich Scherben von Trichterbechern aus der Phase C des Frühneolithikums.

## Der Scherbenhaufen
Außerhalb der Steinsetzung wurde ein flacher, etwa 12 m langer und 5,5 m breiter Steinhügel freigelegt, der etwa 6000 mittelneolithische Tonscherben enthielt, die von verschiedenen Bechern stammten. Zerscherbte Keramik, die vermutlich in Verbindung mit religiösen Zeremonien zerstört wurde, ist bei einigen schonischen Ganggräbern, so auch beim Gillhög (18.000 Scherben) beobachtet worden. Der Steinhügel enthielt außerdem etwa 800 Gerätefragmente und Abfälle von Feuerstein und Felsgestein. Neben den verstreuten Funden kamen an etwa zehn verschiedenen Stellen des Hügels Anhäufungen von verbrannten Knochen hervor, die wohl von Menschen stammen, sowie Feuersteinbeile und andere Feuersteingeräte. Die Beile sind vom dünnblattigen Typ aus dem späten Mittelneolithikum. An den neolithischen Tonscherben, die in und vor dem Dolmen gefunden wurden, konnten etwa 50 Getreideabdrücke von den Weizenarten Einkorn und Emmer ausgemacht und bestimmt werden (86 %). Hinzu kommen Körner von Nacktgerste. Die Resultate stimmen mit dem Wissen über den Getreideanbau während der jüngeren Steinzeit in Dänemark und Südschweden überein.